# Erska distrikt
Erska distrikt är från 2016 ett distrikt i Alingsås kommun och Västra Götalands län.
Distriktet ligger norr om Alingsås.

## Tidigare administrativ tillhörighet
Distriktet inrättades 2016 och utgörs av socknen Erska i Alingsås kommun.
Området motsvarar den omfattning Erska församling hade vid årsskiftet 1999/2000.